# Stanisławice (województwo mazowieckie)
Stanisławice – wieś sołecka w Polsce położona w województwie mazowieckim, w powiecie kozienickim, w gminie Kozienice.
| SIMC    | Nazwa      | Rodzaj    |
| ------- | ---------- | --------- |
| 0627785 | Julianówka | część wsi |
| 0627800 | Stanowisko | część wsi |

W latach 1975–1998 miejscowość położona była w województwie radomskim. 1 stycznia 2003 leśniczówka Stanisławice została zlikwidowana jako osobna miejscowość i weszła w skład wsi Stanisławice, a leśniczówka Stanowisko stała się częścią tej wsi.
Założona wraz z sąsiednim Augustowem w 1772 roku przez króla Stanisława Augusta Poniatowskiego, nazwana od jego imienia. Osadzono w niej Lesowiaków znad Sanu.
Wieś jest siedzibą rzymskokatolickiej parafii św. Stanisława biskupa.